# 索諾馬山禪修中心
索諾馬山禪修中心 （寺名玄奘寺Genjoji）位於美國加利福尼亞州索諾馬縣山區，佔地80英畝（30公頃），是日本曹洞宗(SōtōZen)的禪修中心。
於1973年，由威廉·鄺和他的妻子蘿拉·鄺(Laura Kwong)共同創立，它位於聖塔羅莎附近，接承著日本曹洞宗鈴木俊隆(Shunryu Suzuki)的傳統與傳承，威廉·廣是現任禪修中心的指導老師。索諾馬山禪修中心，除了對禪修中心成員提供住宿與訓練，還對外界開放，提供禪修訓練課程。

## 簡介
索諾馬山禪修中心是由威廉·廣和他的妻子蘿拉·廣於1973年共同成立。
根據“打開山”    這本書所描述：“比爾（威廉）與蘿拉搬到米爾谷，開啟了些許‘收拾禪’。就發生在臨近社區的一個大廳中，每天早晨禪修後，坐墊靠墊與壇場被人收拾後以方便作為他用。
1973年廣家和四個兒子北遷索諾馬郡。比爾的禪修課就任教於索諾馬州立大學，從而誕生了索諾馬山禪修中心。”
索諾馬山禪修中心成立於1973年，是一個自給自足的機構，透過會員捐款，禪塵書店所得款項，以及房間出租租金收入來維持禪修中心的運作。

## 相簿
2012年9月16日，在索諾馬山禪修中心舉行了奠基典禮。

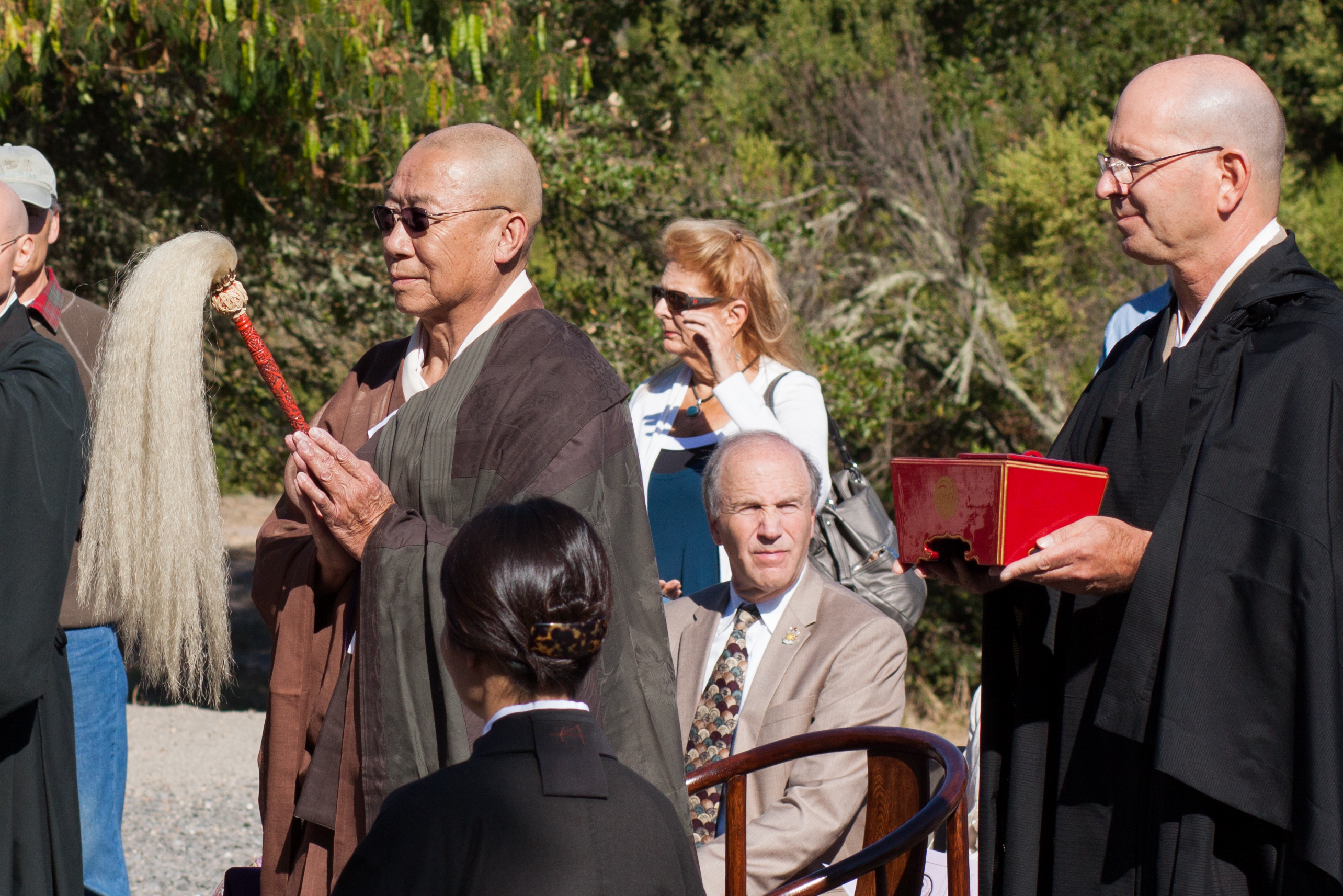
寺主進入典禮會場
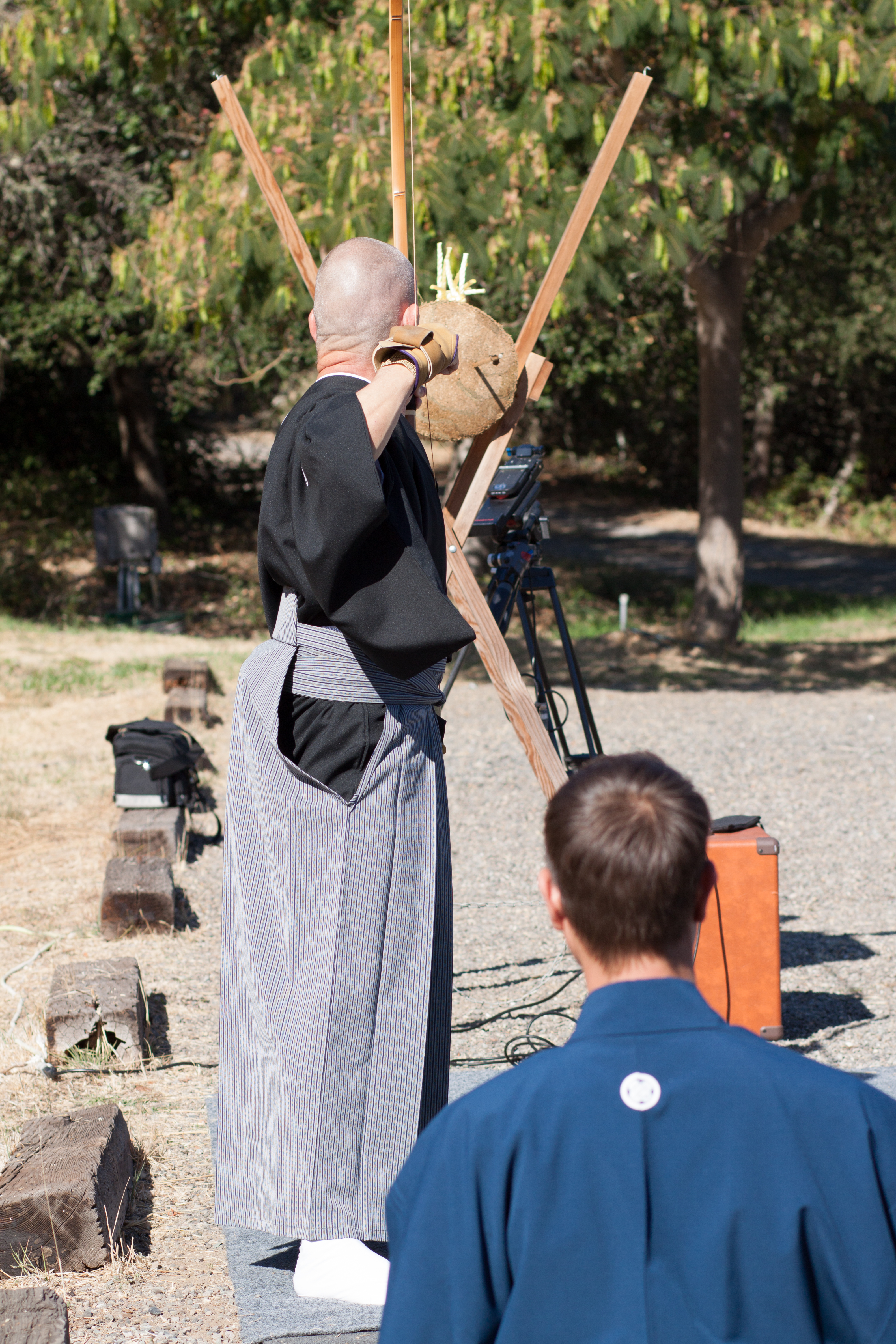
典禮中表演日本弓道
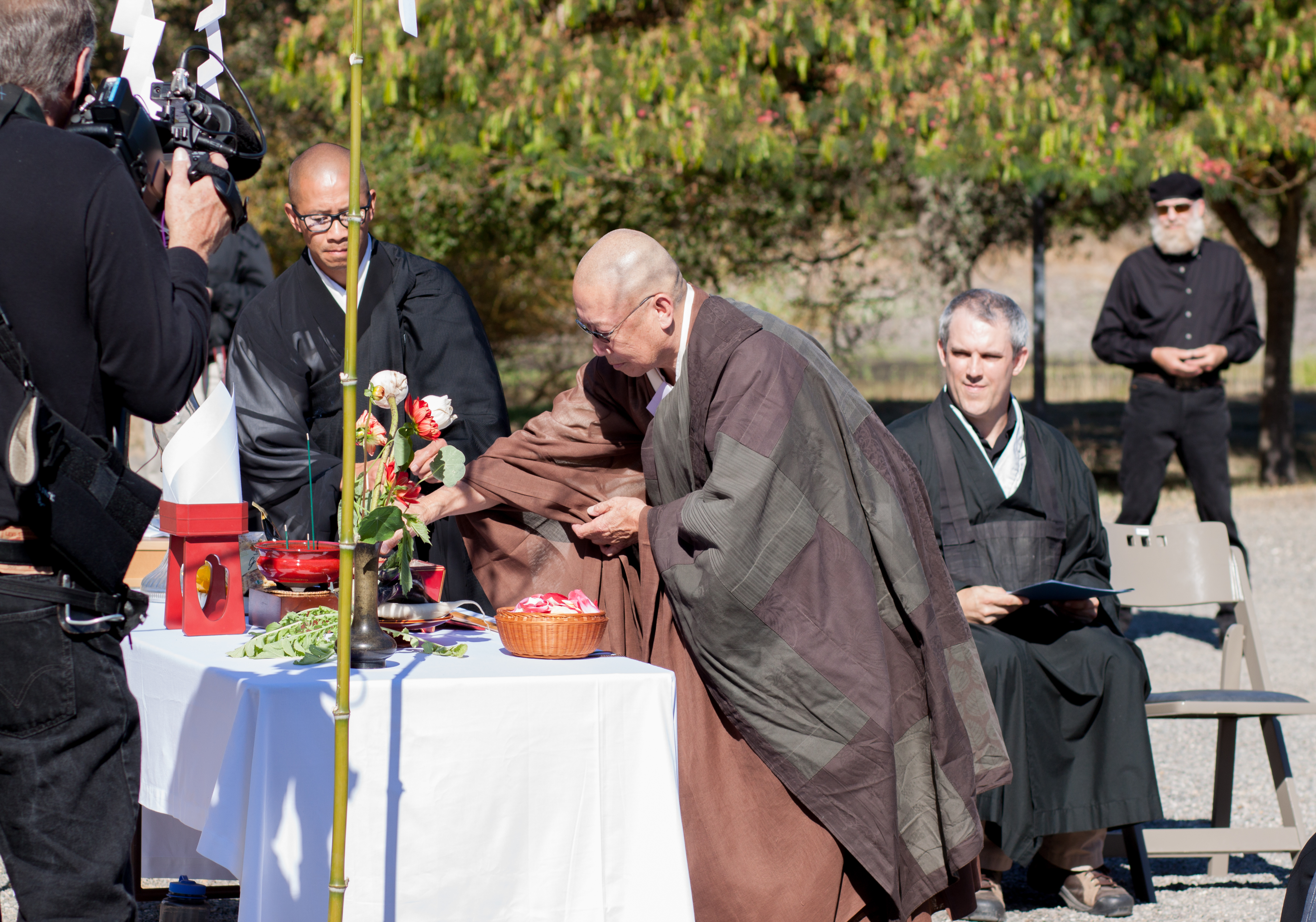
典禮中的寺主
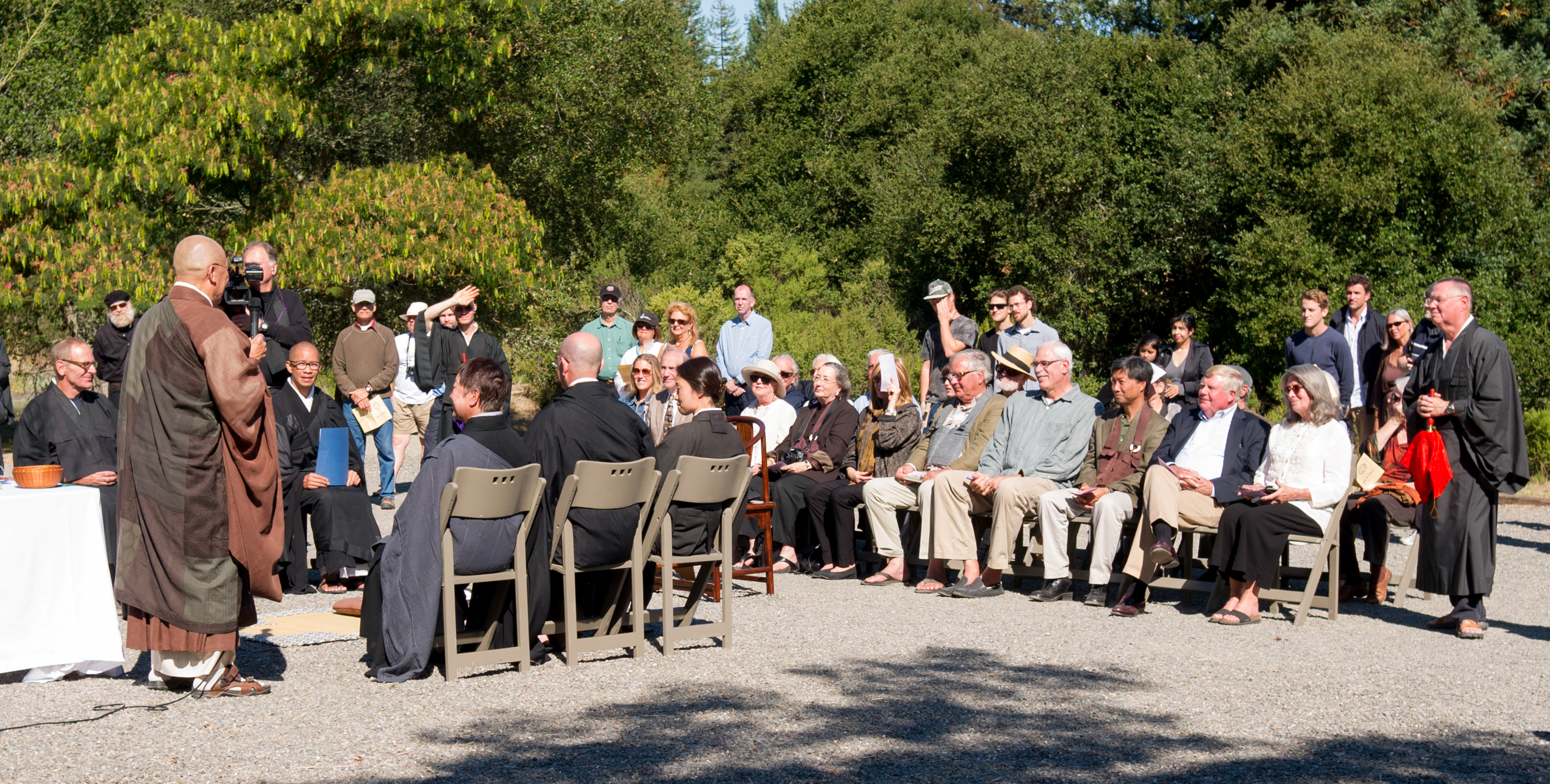
典禮後寺主致辭